# Austroperla cyrene
Austroperla cyrene är en bäcksländeart som först beskrevs av Newman 1845.  Austroperla cyrene ingår i släktet Austroperla och familjen Austroperlidae. Inga underarter finns listade i Catalogue of Life.

## Utseende
Nymfer: Har en rundad kropp med mörk, kraftigt sklerotiserad hud. De har punktögon, starkt avsmalnande antenner, rörformade gälar vid subanala lober och anus, samt korta, avsmalnande analspröt där de sista segmenten är membranösa.
Vuxna: De vuxna har en varnande färgsättning med gula och vita inslag mot en svart bakgrund. Denna färgsättning signalerar deras toxicitet för rovdjur.

## Ekologi och biologi
Livscykel
Austroperla cyrene har en livscykel som omfattar ett akvatiskt nymfstadium och ett terrestriskt vuxenstadium. Nymferna lever i kalla, syrerika vattendrag och är väl anpassade till dessa miljöer. Detta är gemensamt för arter inom ordningen Plecoptera.
Föda
Nymferna fungerar huvudsakligen som nedbrytare och livnär sig på organiskt material såsom sönderfallande trä och löv, saprofytiska svampar, fina organiska partiklar, alger samt döda insekter. De uppvisar även beteenden typiska för samlare och betare, och konsumerar organiska beläggningar på stenar och andra ytor i vattendragen.
Rovdjur
Nymferna utgör föda för ett flertal andra vattenlevande organismer, däribland nymfer av dagsländor och andra stenflugor, samt fiskarter som öring (Salmo trutta), galaxider (Galaxias spp.), ålar (Anguilla spp.), och mobbfiskar (Gobiomorphusspp.). De jagas  av andra akvatiska insekter såsom nymfer av dobsonflugan (Corydalidae) och olika arter av nattsländelarver (Trichoptera).